# Letter to You
Letter to You er det tyvende studiealbum af Bruce Springsteen udgivet den 23. oktober 2020 af Columbia Records. 

## Trackliste
| #   | Titel                         | Længde |
| --- | ----------------------------- | ------ |
| 1.  | "One Minute You're Here"      | 2:57   |
| 2.  | "Letter to You"               | 4:55   |
| 3.  | "Burnin' Train"               | 4:03   |
| 4.  | "Janey Needs a Shooter"       | 6:49   |
| 5.  | "Last Man Standing"           | 4:05   |
| 6.  | "The Power of Prayer"         | 3:36   |
| 7.  | "House of a Thousand Guitars" | 4:30   |
| 8.  | "Rainmaker"                   | 4:56   |
| 9.  | "If I Was the Priest"         | 6:50   |
| 10. | "Ghosts"                      | 5:54   |
| 11. | "Song for Orphans"            | 6:13   |
| 12. | "I'll See You in My Dreams"   | 3:29   |

1. ↑  Navnet er anført på bokmål og stammer fra Wikidata hvor navnet endnu ikke findes på dansk.